# غاده حجاوی القدومی
غاده حجاوی القدومی (به انگلیسی:‌ Ghada Hijjawi-Qaddumi) در سال ۱۹۳۳ در فلسطین به دنیا آمد، اما به دلیل جنگ نکبه، به همراه خانواده خود مجبور به ترک زادگاهش شد. پس از آن، خانواده حجاوی در کویت ساکن شدند. او تحصیلات کارشناسی و کارشناسی ارشد خود را در کشور کویت و لبنان گذرانده و مناسبی دولتی در کویت عهده‌دار شد. حجاوی، درجه دکتری و پست دکتری خود را در دانشگاه هاروارد به پایان رساند. نخستین فعالیت او در شورای جهانی صنایع دستی به سال ۲۰۰۴ برمی‌گردد. حجاوی به مدت هشت سال، عهده‌دار مدیریت منطقه آسیا اقیانوسیه در شورای جهانی صنایع دستی بود. غاده حجاوی القدومی در ماه‌های پایانی سال ۲۰۲۰ به عنوان رئیس شورای جهانی صنایع دستی انتخاب شد. اما سه ماه پس از انتخاب در آوریل سال ۲۰۲۱ به دلیل ابتلا به بیماری کوید ۱۹ درگذشت.